# Cruz das Almas
Cruz das Almas là một đô thị thuộc bang Bahia, Brasil. Đô thị này có diện tích 150,903 km², dân số năm 2007 là 58293 người, mật độ 386,3 người/km².